# Wanderverein
Ein Wanderverein ist ein Verein, der seinen Mitgliedern regelmäßig geführte Wanderungen anbietet. Die meisten Vereine haben ihren Sitz in Städten und entfalten ihre Aktivitäten in deren weiterer Umgebung. Die meisten Wandervereine sind im Rahmen der Wanderbewegung um 1900 gegründet worden. 

## Wandervereine in Deutschland
Der älteste Wanderverein in Deutschland ist der Schwarzwaldverein von 1864, der größte der Schwäbische Albverein.
Die meisten Wandervereine wissen sich dem Umwelt- und Naturschutz verpflichtet. Oft bieten sie ihren Mitgliedern und der interessierten Öffentlichkeit Vortragsabende oder relevante Gesundheitsthemen an.
Lokal gegründete, kleinere Wandervereine haben sich oft als Ortsgruppe einem überregionalen Wanderverein angeschlossen. Alle Wandervereine können wiederum Mitglied eines überregionalen Verbandes sein. So sind beispielsweise viele deutsche Wandervereine direkt oder indirekt Mitglied im Verband Deutscher Gebirgs- und Wandervereine. Außerdem ist eine Großzahl der Wandervereine dem jeweiligen Landessportbund angegliedert. Fast alle Wandervereine haben einen regionalen Bezug und sind einem Mittelgebirge oder einer anderen Landschaft zugeordnet. Auch die Alpenvereine (bzw. deren Sektionen) und Sportvereine haben oft Wandergruppen. Ferner gibt es Vereine, die Volkswanderungen austragen.
Oft haben Wandervereine eigene Hütten (manchmal auch größere Schutzhütten), auf denen übernachtet und gefeiert werden kann. Viele Wandervereine pflegen und markieren ihre Wanderwege bzw. Steige. Das Markieren von Wanderwegen in einer bestimmten Region ist in Deutschland durch die jeweiligen Landschafts- und Forstgesetze der Bundesländer nur den größeren regionalen Wandervereinen gestattet. In der Schweiz werden die Wege durch die kantonalen Wandervereine markiert. Dabei gelangen die einheitlichen Vorgaben des Dachverbandes Schweizer Wanderwege (SAW) zur Anwendung. Viele Aussichtstürme wurden von Wandervereinen errichtet; oft sind sie auch Vermessungspunkte.